# 小山由梨奈
小山 由梨奈（こやま ゆりな、1997年5月18日 - ）は、東京都出身の元女子サッカー選手。ポジションはフォワード。

## 来歴

### ユース
2019年7月、イタリアで行われたユニバーシアード夏季大会の女子サッカーに出場し、グループリーグ初戦のイタリア戦で先制点と追いつかれた後の決勝点を挙げるなど、日本チームの銀メダル獲得に貢献した。
同年9月、山梨学院大学在学中にAC長野パルセイロ・レディースの特別指定選手に認定された。

### シニア
2020年、AC長野パルセイロ・レディースに正式加入。
2020年シーズン終了後に現役引退を発表した。

## 所属クラブ
- 旭少年サッカークラブ
- バディフットボールクラブ
- ジェフユナイテッド市原・千葉レディースU-14
- ジェフユナイテッド市原・千葉レディースU-15
- ジェフユナイテッド市原・千葉レディースU-18
- 2016年 - 2019年 山梨学院大学
  - 2019年9月 - 同年12月 AC長野パルセイロ・レディース（特別指定選手）
- 2020年 AC長野パルセイロ・レディース

## 個人成績

### クラブ
| 国内大会個人成績 | 国内大会個人成績             | 国内大会個人成績 | 国内大会個人成績 | 国内大会個人成績 | 国内大会個人成績 | 国内大会個人成績 | 国内大会個人成績 | 国内大会個人成績 | 国内大会個人成績 | 国内大会個人成績 | 国内大会個人成績 |
| 年度             | クラブ                       | 背番号           | リーグ           | リーグ戦         | リーグ戦         | リーグ杯         | リーグ杯         | オープン杯       | オープン杯       | 期間通算         | 期間通算         |
| 年度             | クラブ                       | 背番号           | リーグ           | 出場             | 得点             | 出場             | 得点             | 出場             | 得点             | 出場             | 得点             |
| 日本             | 日本                         | 日本             | 日本             | リーグ戦         | リーグ戦         | リーグ杯         | リーグ杯         | 皇后杯           | 皇后杯           | 期間通算         | 期間通算         |
| ---------------- | ---------------------------- | ---------------- | ---------------- | ---------------- | ---------------- | ---------------- | ---------------- | ---------------- | ---------------- | ---------------- | ---------------- |
| 2019             | AC長野パルセイロ・レディース | 24               | なでしこ1部      | 2                | 0                | 0                | 0                | 0                | 0                | 2                | 0                |
| 2020             | AC長野パルセイロ・レディース | 18               | なでしこ2部      | 4                | 0                | -                | -                | 0                | 0                | 4                | 0                |
| 通算             | 日本                         | 日本             | 1部              | 2                | 0                | 0                | 0                | 0                | 0                | 2                | 0                |
| 通算             | 日本                         | 日本             | 2部              | 4                | 0                | 0                | 0                | 0                | 0                | 4                | 0                |
| 総通算           | 総通算                       | 総通算           | 総通算           | 6                | 0                | 0                | 0                | 0                | 0                | 6                | 0                |

- 日本女子サッカーリーグ
  - 初出場 - 2019年9月14日 なでしこリーグ1部 第12節 伊賀FCくノ一戦 (長野Uスタジアム)[4]